# Ekonomické město krále Abdalláha
Ekonomické město krále Abdulláha (King Abdullah Economic City, KAEC) je plánované město v saúdskoarabské provincii Mekka, na pobřeží Rudého moře. Záměr vyhlásil v roce 2005 král Abd Alláh bin Abd al-Azíz (1924–2015).
Jde o jeden ze šesti megaprojektů, které byly vyhlášeny v roce 2005, a jediný, který byl zahájen. Podle původních plánů se město mělo rozkládat na ploše více než 18 tisíc hektarů (mělo tak být větší než hlavní město USA Washington). Cenu výstavby, odhadovanou na 100 miliard dolarů, měli zaplatit z větší části soukromí investoři.
V roce 2018 list The Financial Times napsal, že město v rozporu s plány nepřilákalo investice ani se nestalo centrem logistiky a výroby. V roce 2018 mělo 7000 obyvatel.

## Doprava
KAEC obsluhuje vysokorychlostní trať Haramain. Stavba železniční stanice byla dokončena roku 2018. Dne 25. září toho roku ji slavnostně otevřel král Salmán bin Abd al-Azíz.